# Пестов, Владимир Иванович
Пестов Владимир Иванович (11 августа 1890, станция Усть-Ижора, Санкт-Петербургская губерния — 24 апреля 1944, Тбилиси) — советский военачальник, генерал-полковник артиллерии (1943).

## Биография
Русский. Из дворян. В 1907 году (по другим данным, в 1908 году) окончил Сибирский кадетский корпус в Омске и вступил в Русскую императорскую армию. В 1910 году окончил Михайловское артиллерийское училище. Начал службу младшим офицером артиллерийской бригады. Участвовал в Первой мировой войне.
В июне 1918 года вступил в Красную Армию. Участвовал в Гражданской войне. С февраля 1919 года - командир батареи, с мая 1919 — командир артиллерийского дивизиона. С декабря 1919 года — начальник артиллерии 50-й стрелковой дивизии. С мая 1920 года — начальник артиллерии экспедиционного корпуса, затем 2-го конного корпуса.
В межвоенное время продолжил военную службу. С февраля 1921 года был помощником инспектора артиллерии 11-й армии. С 1 ноября 1922 года — помощник начальника артиллерии Кавказской Краснознамённой армии. С 1 ноября 1926 года — начальник артиллерии Среднеазиатского военного округа. С 23 ноября 1938 года преподавал в Военной академии РККА имени М. В. Фрунзе. Участвовал в советско-финской войне 1939-1940 гг., будучи с 25 декабря 1939 года начальником артиллерии 13-й армии Северо-Западного фронта. После окончания войны продолжил службу в академии.
Участник Великой Отечественной войны с 1941 года, в конце года назначен командующим артиллерией 2-й ударной армии. Участник битвы за Ленинград, в том числе Любанской наступательной операции. В марте 1942 года был ранен. После выздоровления в том же 1942 году был назначен командующим артиллерией Волховского фронта. С того же 1942 года — командующий артиллерией Закавказского фронта, во главе которой участвовал в битве за Кавказ. Член ВКП(б) с 1943 года.
Умер от болезни 24 апреля 1944 года. Похоронен в Тбилиси на Верийском кладбище.

## Воинские звания
- комбриг (5.02.1936)
- комдив (1.04.1940)
- генерал-майор артиллерии (4.06.1940)
- генерал-лейтенант артиллерии (7.12.1942)
- генерал-полковник артиллерии (7.06.1943)

## Награды
- орден Ленина (28.02.1942)
- два орден Красного Знамени (7.04.1940, 8.10.1942)
- орден Отечественной войны 1-й степени (22.02.1943)
- орден Красной Звезды (22.02.1938)
- медаль «XX лет РККА» (22.02.1938)